# بیش‌تحصیلی

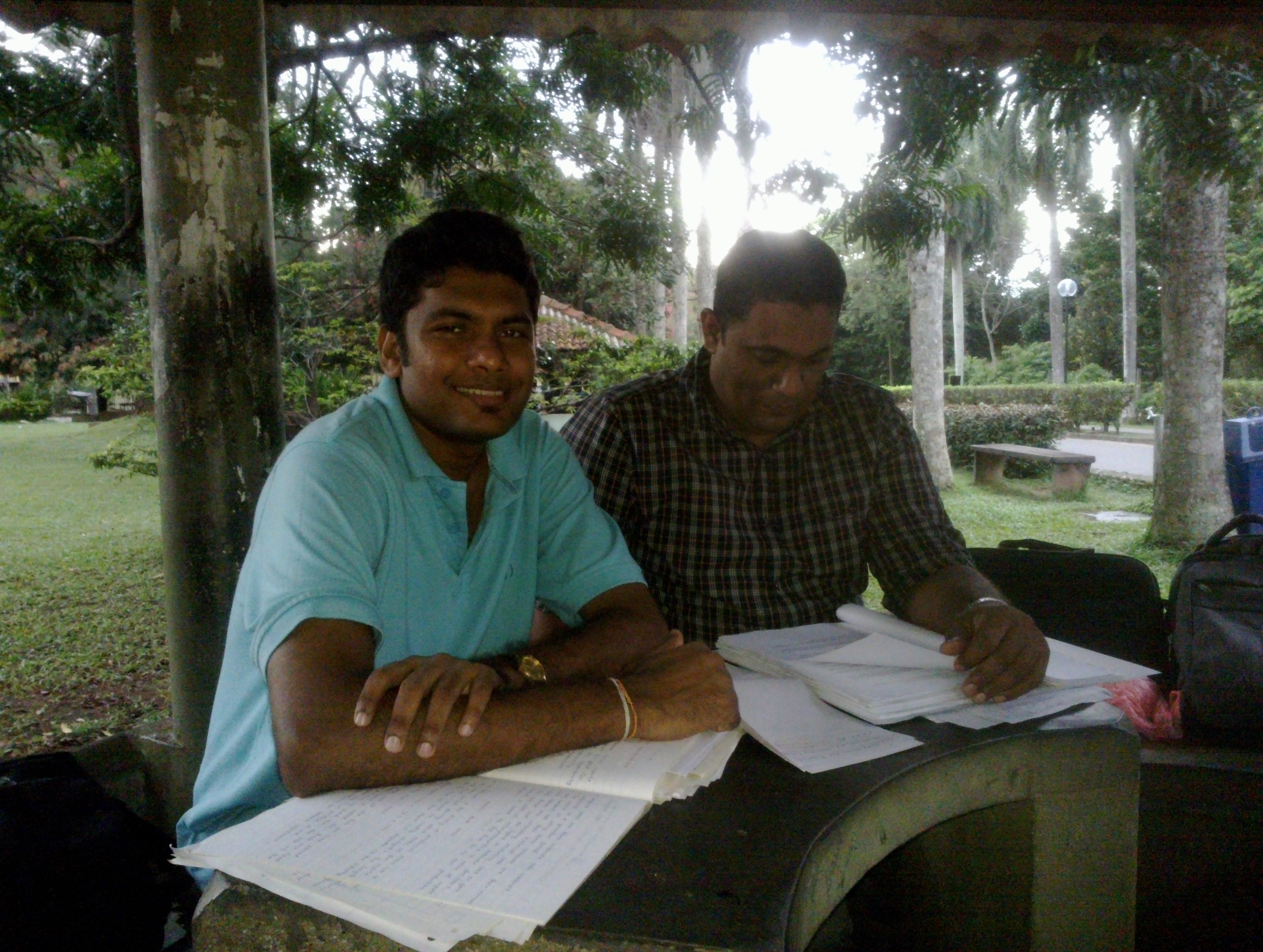
تحصیل

مهارت یا تحصیل بیش از میزان لازم یا اور کوالیفای (انگلیسی: Overqualification)، عبارت است از آنکه در بازار کار، مدیران کسانی که به‌صورت تخصصی در یک‌رشته مهارت یا تحصیل بیش از میزان لازم را پی گرفته‌اند فرد بیش‌ازحد ماهر می‌دانند که این مسئله خیلی خوشایند نیست زیرا احتمال جدایی فرد و نارضایتی شغلی وی را زیاد می‌کند و به عبارتی توانمندی فرد بیش‌ازحد ماهر بیشتر از نیاز سازمان است و به خاطر این تحصیل بیشتر، باید «حقوق» و «امتیازهای بیشتر» را برای ایشان در نظر بگیرند.
در سرزمینی که در آن وضعیتِ «مدرک‌گرایی» وجود داشته باشد معضل مهارت یا تحصیل بیش از میزان لازم نیز بیشتر می‌شود.

## آثار پذیرفتن و انجام مشاغل پایین‌دست بر روی آیندهٔ شغلی فرد بیش‌ازحد ماهر
جامعهٔ کارفرما هنگام به‌کارگیری و استخدام نیروی کار به گذشته کاری او به‌عنوان علامتی از کیفیت وی نگاه می‌کند. جامعهٔ کارفرما فرض را بر این قرار می‌دهد، کارگری که درگذشته مشاغل سطح پایینی را پذیرفته احتمالاً دارای کارایی و مهارت کافی برای انجام کارهای درخور مدرک تحصیلی خود نیست؛ مطالعات تجربی نشان می‌دهند که ناکامی‌های دوره گذشته در بازار کار می‌تواند اثر منفی قابل‌لمسی در موفقیت فرد در آینده شغلی او در این بازار داشته باشد. این اثر منفی می‌تواند به دلیل پذیرش یک شغل نامناسب ازنظر میزان مهارت حرفه‌ای و تحصیلی فرد با سطح مهارت موردنیاز یک شغل پذیرفته‌شده ("هرچند موقتی") از سوی فرد باشد. به این معنی که فرد ممکن است درگذشتهٔ حرفه‌ای خودش، به عنوان مثال به دلیل بیکاری، به‌طور موقت تن به پذیرش مشاغلی بدهد که این فرد ازنظر تحصیل یا میزان مهارتی که دارد برای آن شغل، در وضعیت مهارت یا تحصیل بیش از میزان لازم (بیش‌ازحد ماهر) قرار داشته باشد که این پدیده یک علامت منفی برای یافتن یک شغل مناسب در بازار کار دانسته می‌شوند، در نتیجه اگر داوطلبِ به‌دست آوردنِ یک فرصت شغلی، درگذشته بنا به دلایلی تن به مشاغل نامناسب ازنظر تحصیلی‌اش داده باشد، احتمال اینکه در آینده بتواند از کامیابی بالایی در بازار کار برخوردار شود، ضعیف است.